# Mosaicoporina tricephala
Mosaicoporina tricephala is een mosdiertjessoort uit de familie van de Porinidae. De wetenschappelijke naam van de soort is voor het eerst geldig gepubliceerd in 1985 door Gordon.